# Fahnenweihe

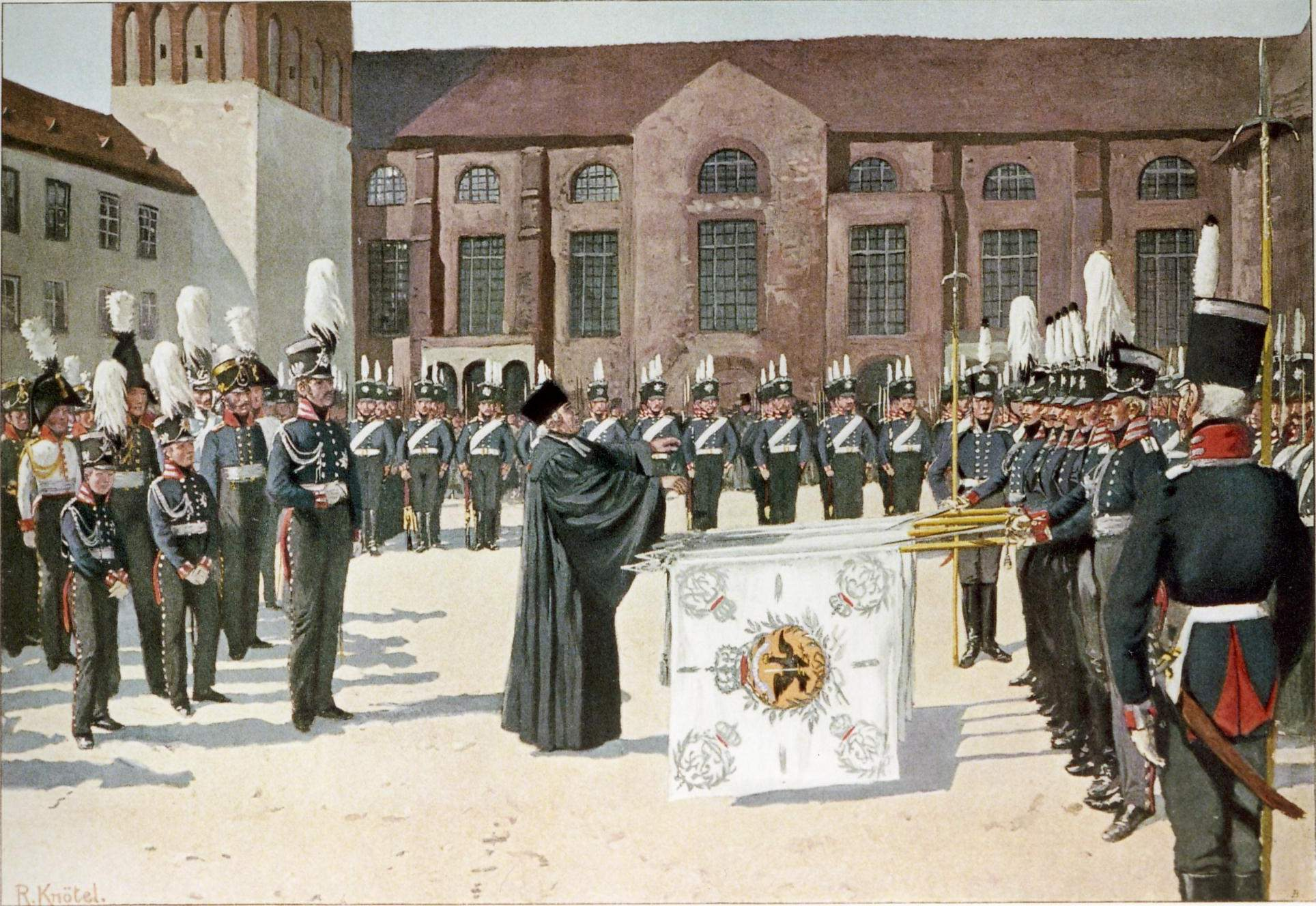
Fahnenweihe des 1. Garde-Regiments zu Fuß, Berlin 1808

Eine Fahnenweihe (seltener auch Standartenweihe oder Fahnensegnung) ist die feierliche Übergabe einer Fahne an eine Körperschaft, oft im Zusammenhang mit der Einsegnung der Fahne während eines Festgottesdienstes.

## Geschichte

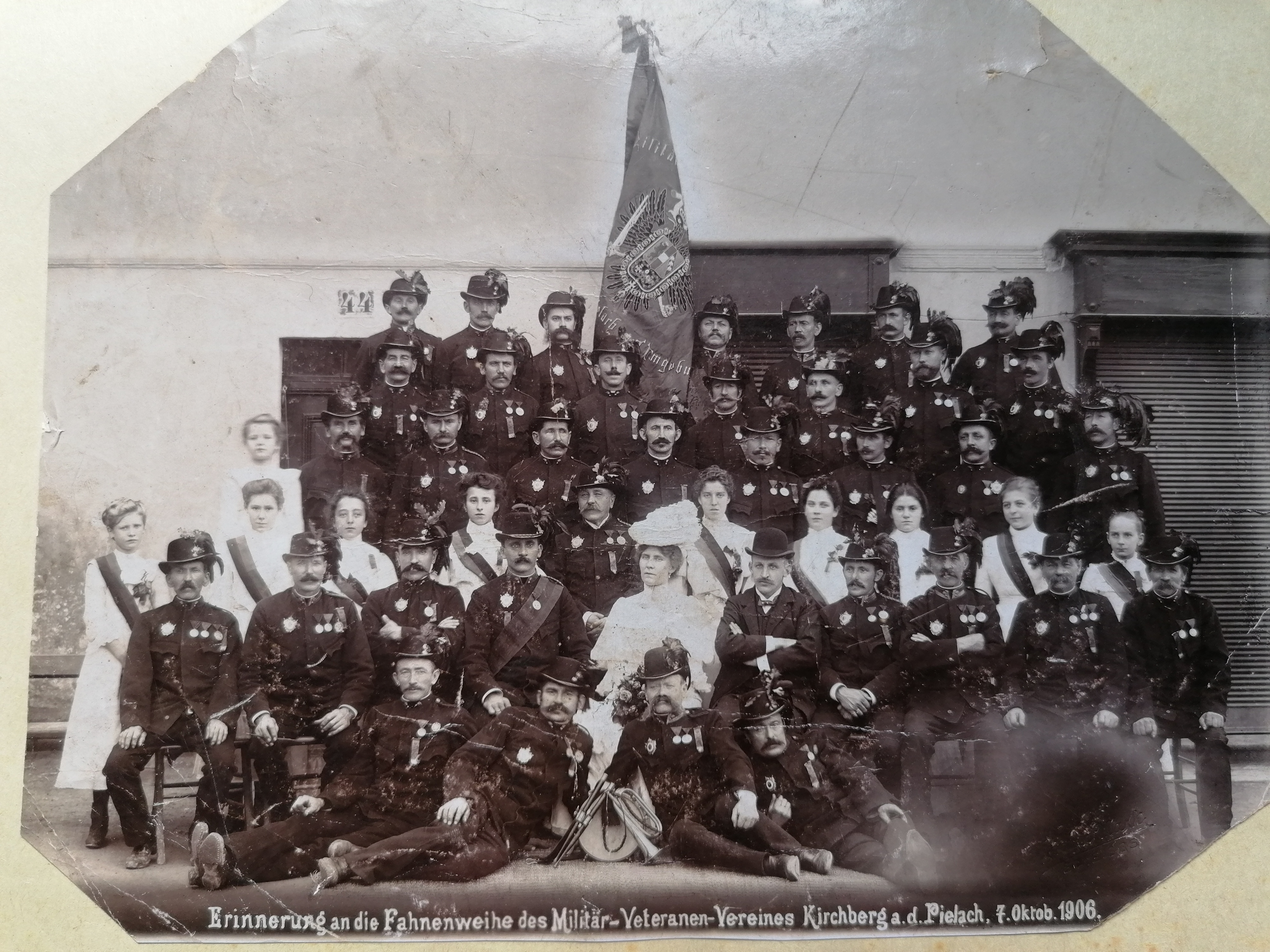
Erinnerung an die Fahnenweihe des Militär-Veteranen-Vereins Kirchberg an der Pielach, Österreich (7. Oktober 1906)

Die Praxis von Fahnenweihen ist seit dem 10. Jahrhundert belegt. Die heutige Fahnenweihe entspringt einem militärischen Vorbild, so war sie beim preußischen und österreichischen Militär üblich. In der Frühphase des Dritten Reichs wurden bei der SA die Hakenkreuzfahnen geweiht.
Die Tradition der Fahnenweihe besteht heute besonders in katholisch geprägten Gebieten, insbesondere in Bayern, Österreich und Tirol.
Neben der Tradition der Segnung von Truppenfahnen bei Militär wird sie besonders von Brauchtumsvereinen, den auf die militärische Tradition der Bürgerwehren zurückgehenden Schützenvereinen, Kriegervereinen und katholischen Burschenschaften gepflegt, aber auch von Freiwilligen Feuerwehren und anderen Vereinen und Organisationen.

## Ablauf

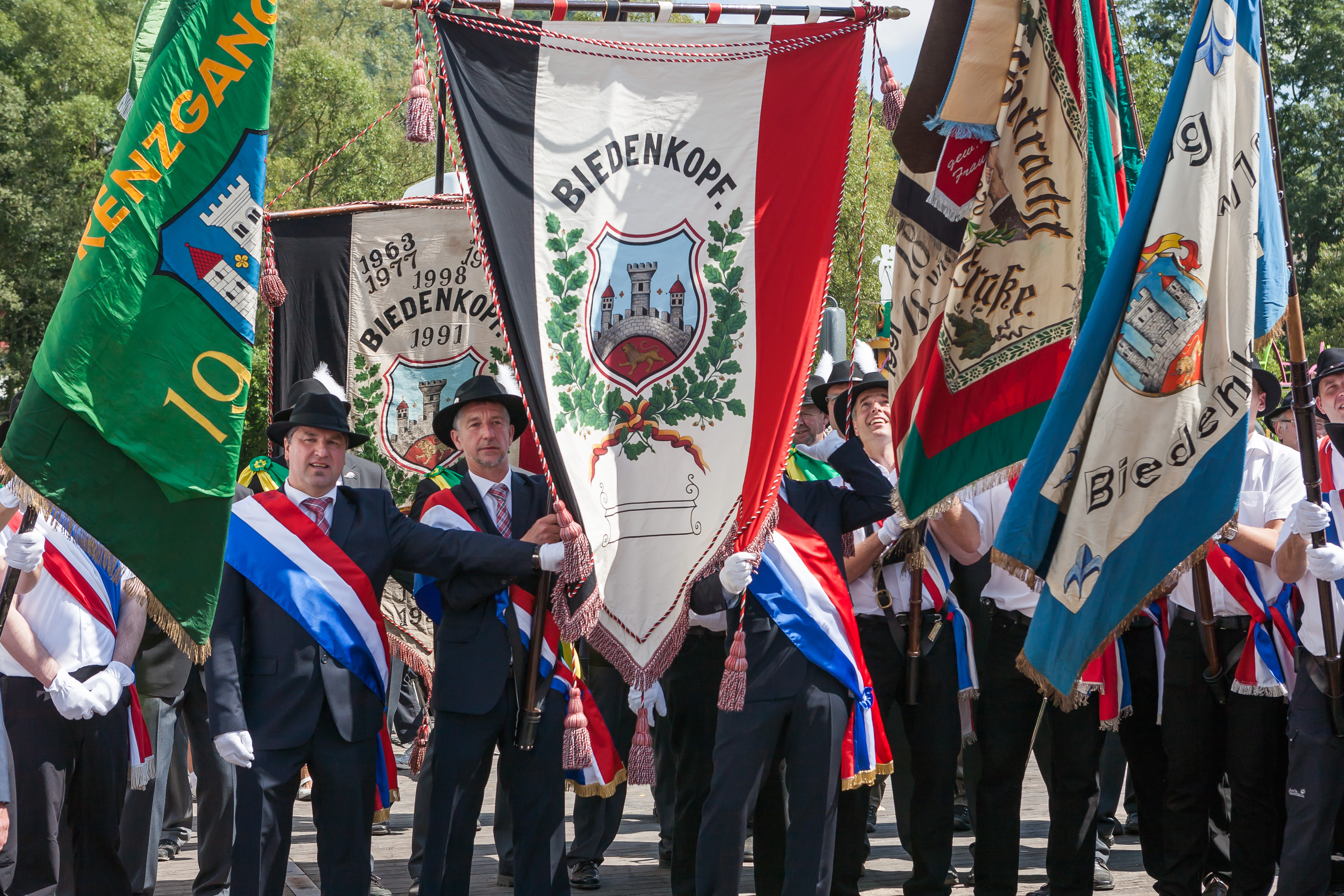
Fahnenweihe der neuen Stadtfahne in Biedenkopf, 2012

Vor dem kirchlichen Akt findet oft die feierliche Befestigung (früher Nagelung) des Fahnentuches an der Fahnenstange statt. Die Fahne wird von „Fahnenjungfrauen“ oder „Ehrendamen“ zum Altar getragen. Traditionell fungiert dabei eine Frau als Fahnenpatin. Sie spendet meist auch das Fahnenband.
Im Rahmen des Gottesdienstes erfolgt die feierliche Einsegnung der Fahne. Die Fahne wird im Gottesdienst am Altar aufgestellt. Bei der Konsekration und beim Segen wird sie als Zeichen der Verbundenheit mit dem christlichen Glauben gesenkt. Nach der Weihe übergibt die „Fahnenmutter“ die Fahne an einen damit besonders geehrten Fahnenträger der Körperschaft.
Oft werden anlässlich der Fahnenweihe die ersten Fahnenbänder, insbesondere ein – oft von der Gemeinde gestiftetes – schwarzes Ehrenband für die Toten der Körperschaft und ein Fahnenband der Fahnenmutter sowie das Band eines befreundeten Patenvereines befestigt.
Gelegentlich erfolgt die Wiederholung der Fahnenweihe anlässlich der Restaurierung einer historischen Fahne.

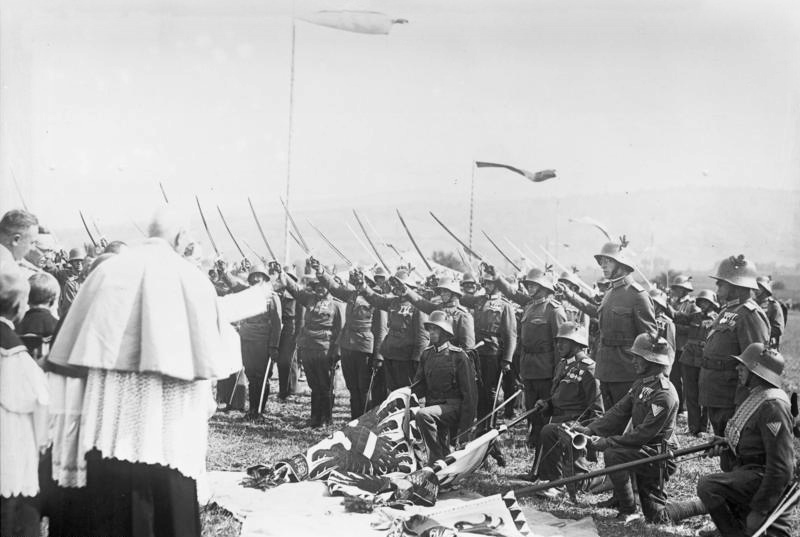
Der Geistliche segnet die Fahnen der I. Österreich. Brigade in Mattersburg im Burgenland, 1931
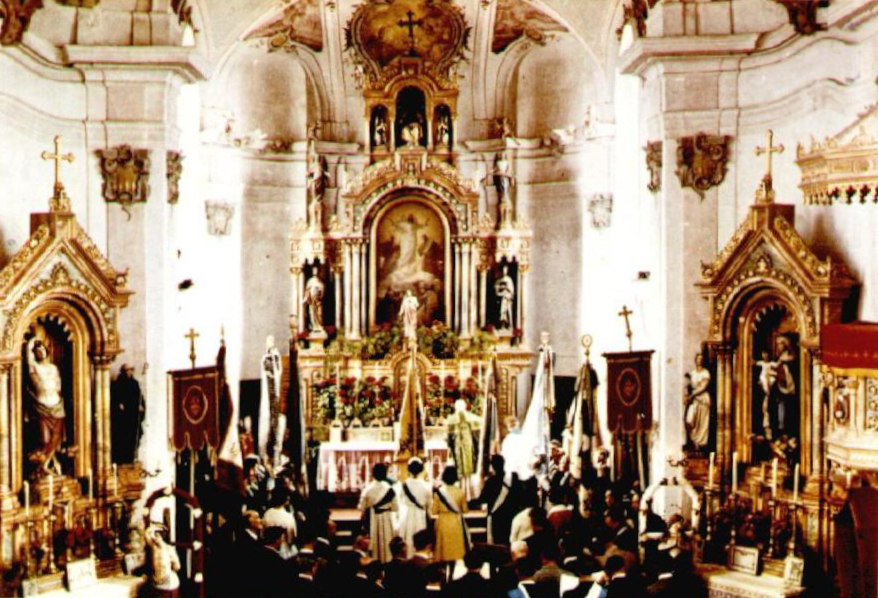
Fahnenweihe in der Kirche von Großkötz
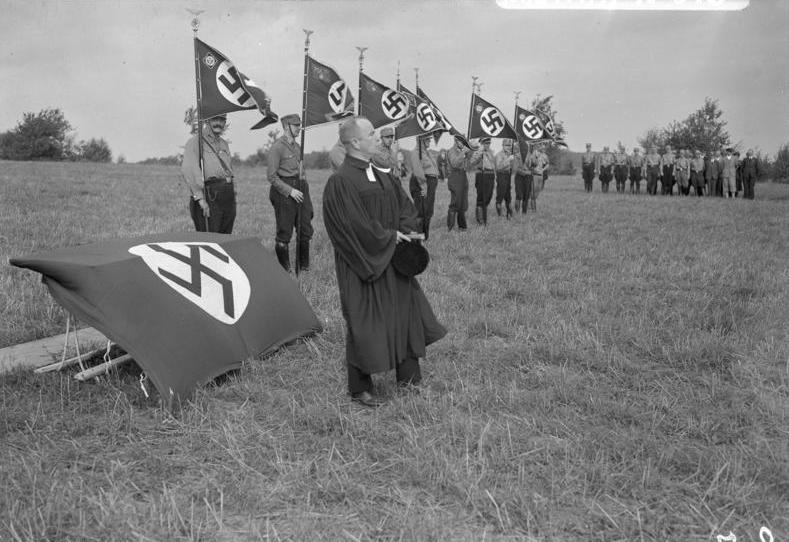
Fahnenweihe und Vereidigung der SA
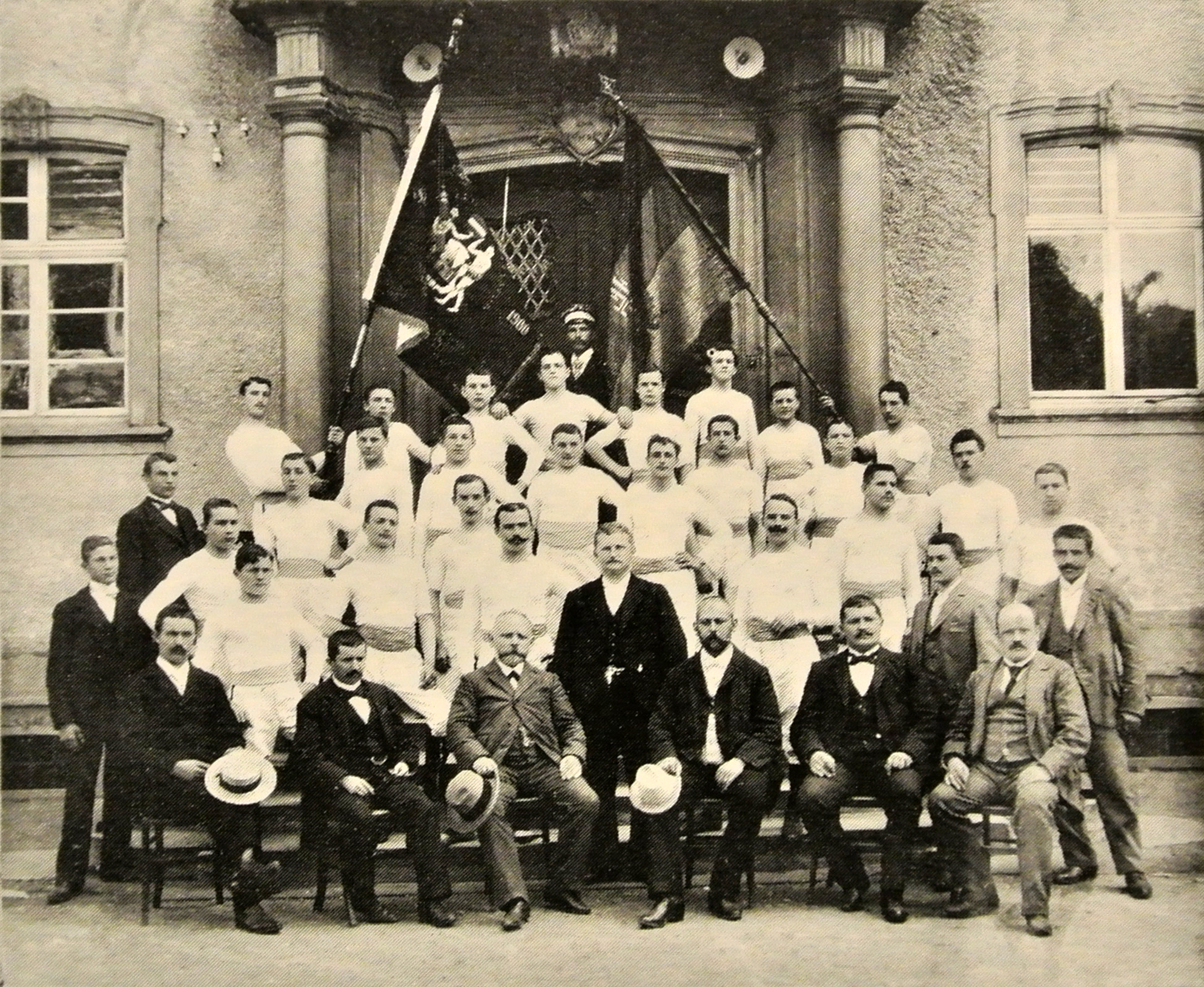
Fahnenweihe beim Turnverein Waldkirch, 1900
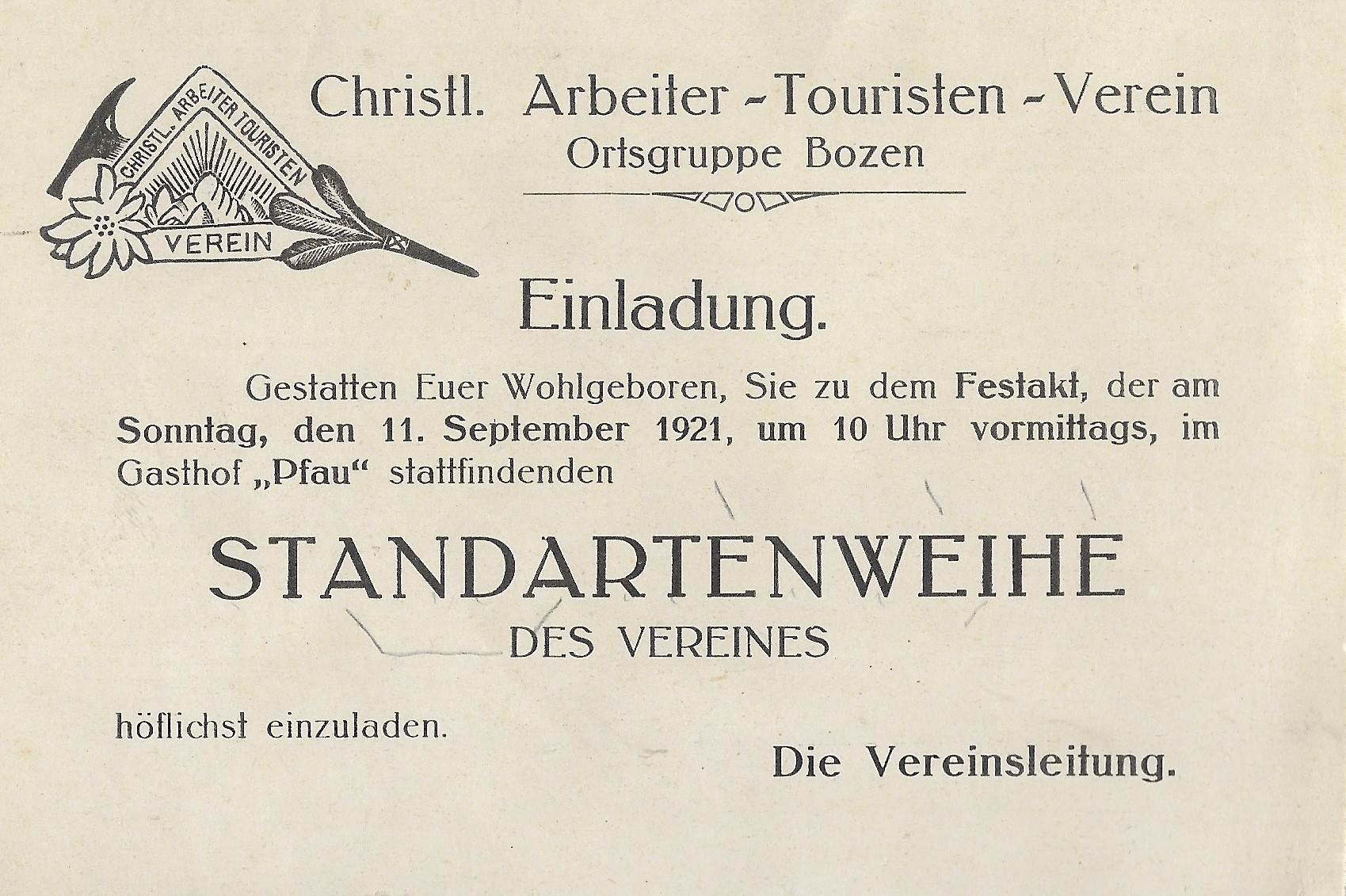
Einladung zur Standartenweihe des Christlichen Arbeiter-Touristenvereins Bozen, 1921
Fahnenweihe der Bäckerinnung Clausthal-Zellerfeld (1912)
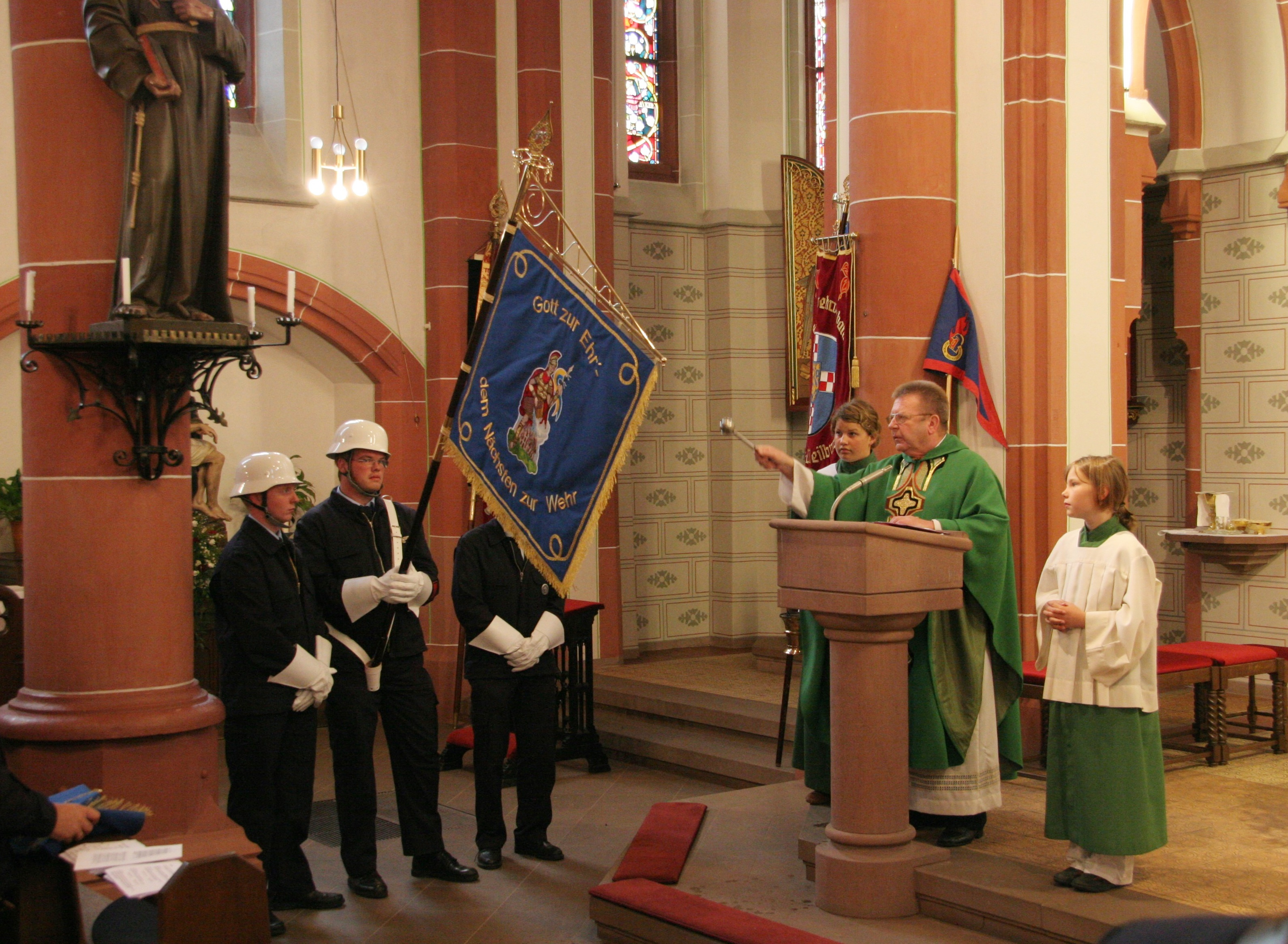
Fahnenweihe beim Festgottesdienst Freiwillige Feuerwehr Beselich-Obertiefenbach (2005)